# مقاطعة يولو (كاليفورنيا)
مقاطعة يولو (بالإنجليزية: Yolo County)‏ هي إحدى مقاطعات ولاية كاليفورنيا في الولايات المتحدة الأمريكية.

## أعلام
- فرانك س. هاي
- تشارلز إم. ريك